# Бушменска митология
Митология на бушмените се нарича комплексът от митологични вярвания и представи на етническата група бушмени, познати още като сан, басарева или хое, населяващи Намибия и съседни на нея райони в Ботсвана, Ангола и Република Южна Африка. Тя принадлежи към архаичните митологии, за които са характерни антропоморфията на природата и тотемичните представи (тотемични предци, зооморфни герои). Бушменската митология е населена с голямо количество различни животни и рядко се среща човешки персонаж.
Обикновено митовете на народите изразяват убеждението на всяко племе, че точно то е изключително, уникално, най-важно и любимо на Създателя. В своята митология обаче бушмените приемат, че са последните, създадени от него, най-малките и най-незначителните. Вероятно защото през цялата си история са били ограничавани от всички техни съседни народи, далеч преди да се срещнат с европейците през XVII век.
Основна тема в митологията е понятието за живот и смърт, като техните представи са свързани с постранството и времето. Идеята за завръщането се подчинява пряко на вярванията за техните прадеди. Слизането в отвор във водата се приема едновременно и като смърт, и като преминаване в миналото, където е подземният свят на духовете на смъртта. Рисунки в Лесото показват, че първите бушмени също са обитатели на този подземен или подводен свят. Те са техни прародители. Появяват се на повърхността под различни форми и правят магии на живите. Връзката между духовете на мъртвите и предците е, че и двата вида са получовеци-полуживотни. Духовете на смъртта, притежаващи магически сили, продължават да оказват влияние върху живота на живите.
Бушмените са натрупали много знания за звездите, човека, животните и растенията. В митовете им често се срещат герои, които са наполовина хора, наполовина животни. Например в реките живеят хора, които вече са умрели, а сега съществуват с щраусови глави на човешки тела. А над всичко властва единственият бог-създател, който се грижи за тяхното добро. Обредите им често са свързани с движението на звездите. Всички те се придружават от енергични танци, при които изпадат в транс. Танцуващите вярват, че пътуват в митичната страна на миналото и в царството на смъртта. Минало и бъдеще са сляти в едно.
Централен образ в митологията на по-голяма част от бушменските племена е богомолката-скакалец Цагн. Той е създател на света, съчетаващ в себе си черти на тотемичен културен герой, демиург, прародител, трикстер и патрон на племенната инициация. Според някои митове основната задача на Цагн е да осигурява храна на хората, след като ги е създал. В някои варианти бушмените вярват и в подземния произход на хората. При етническата група кунг, аналог на Цагн е Цуе.
Във вярванията на бушмените от етническата група 'ко главен творец и демиург е божеството Гуе. Той е създател на всичко, което съществува на Земята и небето. Също на жена си, децата си, силите, наречени оа, на хората и зверовете. Децата на Гуе прибират душите на умрелите. Той е този, който е научил хората да ловуват и да отглеждат растения.

## Космогония

### Слънцето
Според представите на бушмените небесните тела, животните и даже природните явления някога са били хора, членове на „древния народ“, населявал територии в съседство с техните. Понякога сътворението на света се приписва освен на Цагн и на тези древни хора. Според един мит някога живял човек-огън, чиято глава греела със силна светлина. Той носел успех в лова, но винаги искал за себе си най-хубавото парче месо. Затова ловците го убили и отрязали главата му, която продължила да блести. Един от тях я набучил на копието си и я запратил далеч нагоре. Така се появило Слънцето, което оттогава всеки ден изминава пътя от изток на запад, оглежда Земята, но никъде не може да открие своето тяло. Според друг мит някога, много отдавна, Слънцето било човек, чиито мишници излъчвали светлина. Когато повдигне ръката си, светът се огрява от нейната светлина. Когато заспи, всичко потъва в мрак. Хората от „древния народ“ го изхвърлили на небето и оттогава то осветява Земята. При друг вариант създателка на света е богомолката Цагн, която понякога е олицетворение на злото, а друг път помага на хората.

### Луната
Бушмените свързат Луната със смъртта. Тя обаче никога не умира напълно. От нея остава малко парченце, от което успява отново да се възроди. Според някои вярвания Слънцето всеки ден преследва своя съперник Луната и когато я достигне, отрязва парче плът от нея. А ако тя успее да му се изплъзне, отново възстановява отрязаните части. Според друг сюжет Луната е сандал на човек от „древния народ“. Един път дъщеря му оставила прекалено близо до огъня мокрите му сандали за да се изсушат. Единият изгорял напълно и се превърнал в пепел, а другият – наполовина. Разсърденият баща изхвърлил високо нагоре полуизгорелия сандал и така се появила Луната. А девойката подхвърлила пепелта от изгорелия сандал, от която се създал Млечният път. В друг вариант богомолката Цагн създала Луната от своя стара обувка, или от щраусово перо.
Някога хората също се възраждали от смъртта както Луната. Но веднъж майката на едно момченце умряла и то не повярвало, че тя ще се върне отново след смъртта, както го уверявала Луната. Заради недоверието му разгневената Луна го ударила през устата и горната му устна се разцепила. Тя го обрекла да прекара живота си като заек и проклела хората оттогава нито един човек да не се завръща след смъртта. Според друг вариант на мита Луната разбрала, че хората се страхуват от смъртта и решила да ги успокои. Изпратила при тях заека да им каже да взимат пример от нея – както тя умира и се възражда, същото ще се случва и с тях. Заекът обаче от бързане забравил точните думи и предал на хората, че Луната умира и се възражда, а с тях ще бъде обратното – ще умират, но няма да се възраждат. Луната, чувайки как заекът се разпоредил, много се ядосала, ударила го и му разцепила устната. Оттогава заекът ходи с раздвоена устна, а хората не могат да възкръсват след смъртта.

### Млечният път и звездите
Млечният път и звездите също възбуждали интереса на бушмените. Съществуват няколко мита във връзка с тяхното създаване. Според един от тях Млечният път представлява разпръснатата пепел от дървесни корени, която една девойка, недоволствайки от майка си, хвърлила високо в небето. А от кората на тези корени се появили прелетните скакалци. Според друг вариант едно младо момиче, притежаващо магьоснически сили, веднъж погледнало с магическия си поглед група лъвове, които веднага се превърнали в звезди. Според трети мит една млада жена чакала ловците да се върнат и всяка нощ хвърляла високо в небето бял прах. Той се превърнал в Млечния път и помагал на младите мъже да намерят пътя към дома си.
Както племената по цял свят, така и бушмените са наблюдавали звездите и са се впечатлявали от тях. Дали са имена както на отделни звезди, така и на някои съзвездия, като болшинството от тези имена са твърде описателни. Така например коланът на Орион от едноименното съзвездие носи името „Три костенурки, висящи на клон“. Звездата Канопус при тях е известна с пет различни имена, а Кастор и Полукс от съзвездието Близнаци носят името „Самките антилопи“. Планетите също са наименовани и съществуват митове, свързани с някои от тях.

### Юпитер
В митологията на бушмените можем да открием и представата за съществуването на Юпитер, когото те наричат „Сърцето на утринната зора“. Сърцето на утринната зора се оженил за любимата си, която била в образа на рис. Хиената обаче я омагьосала, отровила я и заела нейното място. По-малката сестра на риса разбрала това и разобличила хиената. Сърцето на утринната зора много се ядосал и прогонил хиената. Оттогава Юпитер всяка нощ обикаля с пламтящи очи, наблюдава от небето и плаши и разгонва всички хиени и чакали.

## Създаване на първия човек
Тъй като териториите, обитавани от бушмените са сухи и пустинни, водата в тяхната митология има силни магически свойства. В началото целият свят бил покрит с вода. Една пчела (символ на мъдростта) носела богът-богомолка Цагн над бушуващите вълни на Световния океан. Тъй като нямало твърда земя, на която да кацне, тя много се изморила и започнала да лети все по-ниско. Изведнъж видяла едно бяло цвете, носено от водите и поставила Цагн на него. А в сърцевината му, защитена от вятъра, оставила и семето на първия човек. Пчелата умряла, защото вече била изпълнила предназначението си. Цветето се носело, полюшвано от вятъра и Цагн засънувал вълшебни сънища. Сънувал различни животни, насекоми, птици и дървета. Такива, с каквито би искал да бъде населен светът. А когато слънцето изгряло и Цагн се събудил, сънят му постепенно се реализирал. От семето се родил първият човек, а новопоявилата се земя била изпълнена с растения и животни.

## Как човекът се сдобил с огъня
Често срещан герой в бушменските митове и легенди е щраусът. Бушмените забелязали, че около неговото гнездо винаги се носи приятен аромат. Затова веднъж един от тях се спотаил и дълго наблюдавал щрауса, стремейки се да разбере откъде идва миризмата. Накрая видял как щраусът повдига едното си крило, оттам изскачат огнени езици и той започва да готви храната си. На човека много му се искало също да има огън, на който жените да приготвят месото. Затова си послужил с хитрост. Спомнил си, че в пустинята расте висока меренда с много вкусни плодове. Повел натам щрауса и го посъветвал да си откъсне от най-високо растящите, защото били най-вкусни. Когато щраусът се навдигнал на пръсти и проточил шия, крилата му се повдигнали от усилието и огънят се показал. Човекът бързо го грабнал и избягал в селото. Оттогава хората имат огън, а щраусът никога повече не лети, защото се страхува да повдигне крилете си.

## Пантеон на божествата
- Гви (Гкви, Гуи)
- Гуе
- Кваи-Хему (Куаи-Хем)
- Когаз (Когац, Гауну-Цаксоу, Гоуну-Тсацоу)
- Коти (Хунту, Хуну, Кат, Катен)
- Куаманга
- Куансикуитша
- Ни (Ани)
- Цагн (Кагн, Каанг, Цгаанг, Цгааген)
- Цо
- Цуе